# 아서 앤더슨 (배우)

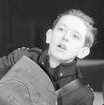

아서 앤더슨(Arthur Anderson, 1922년 8월 29일 ~ 2016년 4월 9일)은 미국의 배우, 연극 배우, 텔레비전 배우, 성우이다.
스태튼아일랜드에서 태어났으며 맨해튼에서 사망하였다.

## 영화
- 미션 임파서블 3 (2006년)
- 페이첵 (2003년)
- BMW 단편 프로젝트 - 호스티지 (2002년)
- 윈드토커 (2002년)
- 뉴 래시 (1989년)